# Evergreeny ze Semaforu
Evergreeny ze Semaforu (1988) je album písniček Jiřího Suchého ze 60. let 20. století, z prvních let Semaforu. Zahajuje tříalbový komplet nových verzí klasických písní, oproti tomu dvě alba Písničky ze Semaforu (Včera neděle byla a Ach, ta láska nebeská) vydávaná ve stejné době, přinesla písně v původních verzích. Album obsahuje 13 písní.

## Písničky
1. Blues pro tebe – 2:58
2. Pramínek vlasů – 3:23
3. Marnivá sestřenice – 3:04
4. Tereza – 2:20
5. Malé kotě – 3:21
6. Krajina posedlá tmou – 2:40
7. Klokočí – 3:56
8. Koupil jsem si knot – 3:30
9. Tulipán – 3:16
10. Modrý tričko – 2:25
11. Motýl – 3:04
12. Mississippi – 3:20
13. Kamarádi – 4:32

## Nahráli
- Jiří Suchý – zpěv (1–13)
- Jitka Molavcová – zpěv (5, 10, 11)
- C & K Vocal – zpěv (1–6, 13)
- dětský sbor, sbormistr Jiří Chvála – zpěv (3)
- hraje Orchestr Ferdinanda Havlíka
- aranžmá:
  - Ferdinand Havlík (1–3, 5–11, 13)
  - Jiří Cerha (4)
  - František Prokop (12)